# Zentrale Hochschulbibliothek Flensburg
Die Zentrale Hochschulbibliothek Flensburg (ZHB Flensburg) ist eine gemeinsame zentrale Einrichtung der Hochschule Flensburg und der Europa-Universität Flensburg. Das Hauptgebäude der Bibliothek befindet sich auf dem gemeinsamen Campus der zwei Hochschulen in Flensburg-Sandberg.

## Ausstattung und Bestand
Insgesamt gibt es in der ZHB Flensburg ca. 238.000 Medieneinheiten, 508 Arbeits- und Leseplätze, 356 laufend gehaltene Zeitschriften, 219 lizenzierten Datenbanken und 26.665 elektronische Zeitschriften. Im Jahr 2020 waren 11.834 Benutzer eingetragen, welche rund 317.000 Medien ausgeliehen haben. Das Anschaffungsetat der ZHB lag im selben Jahr bei ca. 1.137.000 EUR.